# Andrea Piechele
Andrea Piechele, né le 29 juin 1987 à Cles (Trentin-Haut-Adige), est un coureur cycliste italien.

## Palmarès sur route

### Palmarès amateur
- 2004
  - 3e du championnat d'Italie de poursuite par équipes juniors
- 2007
  - Gran Premio Cementizillo
  - 2e de l'Astico-Brenta
  - 2e du Gran Premio Fiera del Riso
  - 2e du Gran Premio Calvatone
  - 2e du Trofeo Comune di Acquanegra sul Chiese
  - 3e du Circuito di Sant'Urbano
- 2008
  - 2e étape du Tour du Frioul-Vénétie julienne
  - Gran Premio Ciclistico Arcade
  - Astico-Brenta
  - Gran Premio Calvatone
  - 2e de La Popolarissima
  - 3e de la Coppa Cicogna
- 2009
  - Giro della Valcavasia
  - Trofeo SC Corsanico
  - Mémorial Elia Dal Re
  - 2e du Gran Premio della Possenta
  - 2e du Giro del Medio Brenta
  - 2e de la Coppa Città di Bozzolo
  - 3e du Trofeo Banca Popolare di Vicenza
  - 3e du Mémorial Guido Zamperioli
  - 3e du Gran Premio Calvatone

### Palmarès professionnel
- 2010
  - 2e du Circuito de Getxo
- 2013
  - 3e du Mémorial Marco Pantani
  - 3e du Tour du Jura (Suisse).

## Classements mondiaux
| Année           | 2008 | 2009 | 2010 | 2011 | 2012 | 2013 | 2014 |
| --------------- | ---- | ---- | ---- | ---- | ---- | ---- | ---- |
| UCI Asia Tour   |      |      |      |      |      |      | 244e |
| UCI Europe Tour | 974e | 351e | 138e | 934e |      | 143e | 354e |